# Forsting (Polling)
Forsting ist ein Gemeindeteil der Gemeinde Polling im oberbayerischen Landkreis Mühldorf am Inn.

## Lage
Das Dorf liegt auf freier Flur, gut 5 km südlich von Polling.

## Geschichte
Forsting ist 1260 erstmals erwähnt. Die Besiedlung dürfte vom benachbarten Münchberg ausgegangen sein, wo Forstinger Höfe als alte Salzburger Urbarhöfe bezeichnet wurden. Das Dorf gehörte seit dem Mittelalter zum Herzogtum Bayern, die benachbarte Stadt Mühldorf am Inn jedoch bis 1803 zum Erzstift Salzburg. Seit dem bayerischen Gemeindeedikt von 1818 bis dem Gemeindeedikt von 1818 bis zur Gemeindegebietsreform war Forsting eine eigenständige Gemeinde mit folgenden Gemeindeteilen:
| - Eck (Einöde) - Flohberg (Weiler) - Forsting (Dorf) - Holzen (Einöde) | - Kainau (Einöde) - Münchberg (Weiler) - Obermörmoosen (Weiler) (teilweise seit 1. Mai 1978 bei Tüßling im Landkreis Altötting) - Pfaffenberg (Einöde) | - Schoßmühle (Weiler) - Walding (Weiler) - Witzenbichl (Weiler) |

Am 1. Januar 1970 wurde sie nach Polling eingegliedert.